# Tales of Destiny
Tales of Destiny (яп. テイルズ オブ デスティニー Тэйрудзу обу Дэсутини:) — японская ролевая игра для PlayStation, разработанная Namco Tales Studio и выпущенная Namco 23 декабря 1997 года в Японии и 30 сентября 1998 года в Северной Америке. Эта игра является второй в серии Tales и наследует множество элементов геймплея от своей предшественницы, Tales of Phantasia.
Игра получила в основном положительные отзывы критиков и была распродана в количестве более одного миллиона копий. В 2002 году был выпущен сиквел Tales of Destiny 2, а в 2006 году — ремейк под тем же названием. Обе эти игры были разработаны для PlayStation 2 и выпускались только в Японии.

## Игровой процесс
Боевая система похожа на ту, что была использована в предыдущей игре серии, Tales of Phantasia. Сражение происходит в двухмерной локации, где персонажи и их противники перемещаются в реальном времени. Атаки ближнего и дальнего боя также выполняются в реальном времени; на произнесение заклинаний требуется время, причём, чем заклинание сложнее, тем дольше оно произносится. Когда заклинание выполняется, игра приостанавливается и отображается соответствующая анимация, а также указывается нанесённый урон. Персонажи также могут выполнять специальные, более мощные атаки, которые расходуют технические очки (англ. Technical Points, TP) — аналог маны во многих других RPG. В режиме Co-op battle существует возможность играть вчетвером через PlayStation Multitap.

## Отзывы и критика
| Сводный рейтинг    | Сводный рейтинг            |
| Агрегатор          | Оценка                     |
| ------------------ | -------------------------- |
| GameRankings       | 73,38 % (PS) 80,00 % (PS2) |
| Иноязычные издания |                            |
| Издание            | Оценка                     |
| EGM                | 8,12 / 10 (PS)             |
| Famitsu            | 31 / 40 (PS) 32 / 40 (PS2) |
| Game Informer      | 6,75 / 10 (PS)             |
| GameSpot           | 4,9 / 10 (PS)              |
| IGN                | 7,5 / 10 (PS)              |

Игра была принята критиками положительно. Обозреватель IGN присвоил Tales of Destiny оценку 7,5 из 10, написав: «Очень рекомендую [эту игру], если вы — фанат классических игр для Super NES». Журналист также высоко оценил игровой процесс, сюжет и звуковое сопровождение, но негативно отозвался о графике, посчитав, что она не намного улучшилась со времён предыдущей части, изданной для SNES. Также к отрицательным сторонам он отнёс слишком частые битвы. Обозреватель RPGFan присвоил игре оценку 88 %, особенно выделив боевую систему. Он также отнёс к негативным сторонам графику, написав, что она «даже не так хороша, как в некоторых играх для SNES». Тем не менее, журналист добавляет, что «прозрачность, молнии, отражения и красивые текстуры придают очарования каждой локации». Обозреватель RPGamer был не так впечатлён игрой и присвоил ей оценку 6 из 10, назвав её «в целом неплохой игрой», отметив однако ряд отрицательных моментов: в частности, рецензент критиковал отсутствие оригинальности. Боевую систему он отнёс к положительным сторонам. Журналист Gamespot оценил Tales of Destiny ещё хуже, поставив её 4,9 из 10 возможных баллов. К недостаткам он отнёс «чрезвычайно медленно развивающуюся историю», «скучных, шаблонных персонажей», «неинтересные диалоги», недостаточно проработанную графику. Он заключает: «Это, скорее игра, для SNES. Такое ощущение, что изначально планировалась издавать Tales of Destiny как сиквел на SNES, но она слишком задержалась и в итоге вышла на PlayStation».
Хотя многие обозреватели негативно отзывались о графике в игре, вступительный аниме-ролик, созданный Production I.G, получил ряд положительных отзывов.
К 2007 году игра была продана в количестве 1 139 000 копий, став самой продаваемой в серии Tales.

## Ремейки и сиквелы
В 2006 году было объявлено о том, что для PlayStation 2 будет выпущен ремейк Tales of Destiny. После двух недель, ушедших на исправление багов, игра была выпущена в Японии 30 ноября 2006 года — было продано 395 000 копий. Все персонажи доступны для выбора; задние фоны были перерисованы и сделаны псевдо-трёхмерными (как в Tales of Rebirth, одной из последующих игр серии). 20 июля 2007 года было объявлено о готовящемся выходе рёжиссёрской версии игры под названием Tales of Destiny Director’s Cut. Она была выпущена для PlayStation 2 31 января 2008 года в Японии и стала 92-й в списке самых продаваемых игр Японии 2008 года (142 301 копий).